# Lucrinus putus
Lucrinus putus is een spinnensoort in de taxonomische indeling van de hangmatspinnen (Linyphiidae).
Het dier behoort tot het geslacht Lucrinus. De wetenschappelijke naam van de soort werd voor het eerst geldig gepubliceerd in 1904 door Octavius Pickard-Cambridge.